# Montrose (Virgínia)
Montrose és una concentració de població designada pel cens dels Estats Units a l'estat de Virgínia. Segons el cens del 2000 tenia 7.018 habitants.

## Demografia
Segons el cens del 2000, Montrose tenia 7.018 habitants, 2.924 habitatges, i 1.850 famílies. La densitat de població era de 797 habitants per km².
Dels 2.924 habitatges en un 34,3% hi vivien nens de menys de 18 anys, en un 33,9% hi vivien parelles casades, en un 24,8% dones solteres, i en un 36,7% no eren unitats familiars. En el 29,9% dels habitatges hi vivien persones soles el 9,1% de les quals corresponia a persones de 65 anys o més que vivien soles. El nombre mitjà de persones vivint en cada habitatge era de 2,4 i el nombre mitjà de persones que vivien en cada família era de 2,97.
Per edats la població es repartia de la següent manera: un 27,4% tenia menys de 18 anys, un 10,3% entre 18 i 24, un 32,9% entre 25 i 44, un 19,6% de 45 a 60 i un 9,7% 65 anys o més.
L'edat mediana era de 33 anys. Per cada 100 dones de 18 o més anys hi havia 75,8 homes.
La renda mediana per habitatge era de 36.433 $ i la renda mediana per família de 42.031 $. Els homes tenien una renda mediana de 30.903 $ mentre que les dones 24.966 $. La renda per capita de la població era de 17.259 $. Entorn del 9,8% de les famílies i l'11,9% de la població estaven per davall del llindar de pobresa.

## Poblacions més properes
El següent diagrama mostra les poblacions més properes.